# Émyde réticulée
Deirochelys reticularia
Genre
Espèce
Synonymes
- Testudo reticularia Latreille in Sonnini & Latreille, 1801

L'Émyde réticulée, Deirochelys reticularia, unique représentant du genre Deirochelys, est une espèce de tortues de la famille des Emydidae.

## Distribution
Cette espèce est endémique des États-Unis :
- Deirochelys reticularia reticularia se rencontre en Virginie, en Caroline du Nord, en Caroline du Sud, en Géorgie, en Floride, en Alabama, au Mississippi et en Louisiane ;
- Deirochelys reticularia chrysea se rencontre en Floride ;
- Deirochelys reticularia miariase rencontre en Arkansas, en Louisiane, au Mississippi, au Missouri, en Oklahoma et au Texas.

## Description

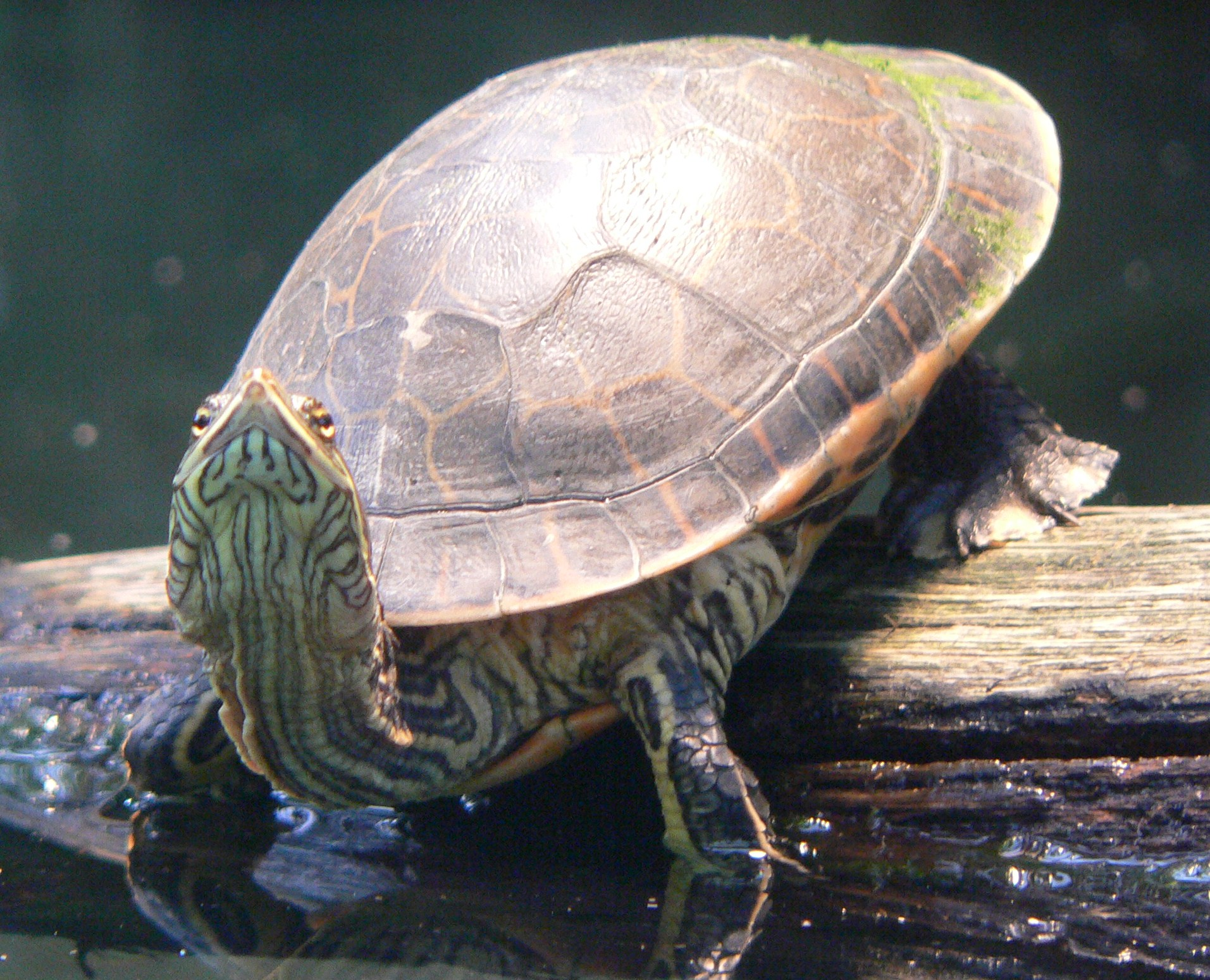
Deirochelys reticularia

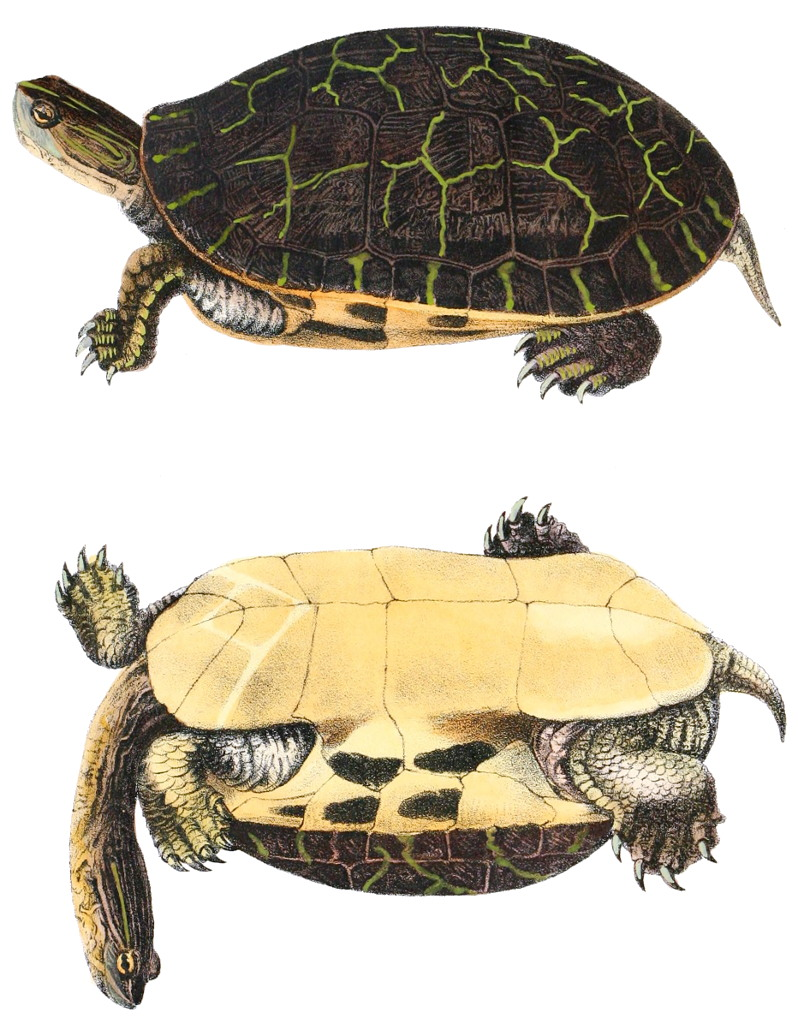
Deirochelys reticularia

Deirochelys reticularia peut atteindre 25 cm.

## Liste des sous-espèces
Selon TFTSG (27 mai 2011) :
- Deirochelys reticularia chrysea Schwartz, 1956
- Deirochelys reticularia miaria Schwartz, 1956
- Deirochelys reticularia reticularia (Latreille, 1801)

## Publications originales
- Agassiz, 1857 : Contributions to the Natural History of the United States of America. Little, Brown & Co., Boston, vol. 1, p. 1-452 (texte intégral).
- Schwartz, 1956 : Geographic variation in the chicken turtle Deirochelys reticularia Latreille. Fieldiana Zoology, vol. 34, n. 41, p. 461–503 (texte intégral).
- Sonnini de Manoncourt & Latreille, 1801 : Histoire Naturelle des Reptiles, avec Figures Dessinées d'après Nature. Détérville, vol. 1, p. 1-280 (texte intégral).